# コネチカット州会議事堂

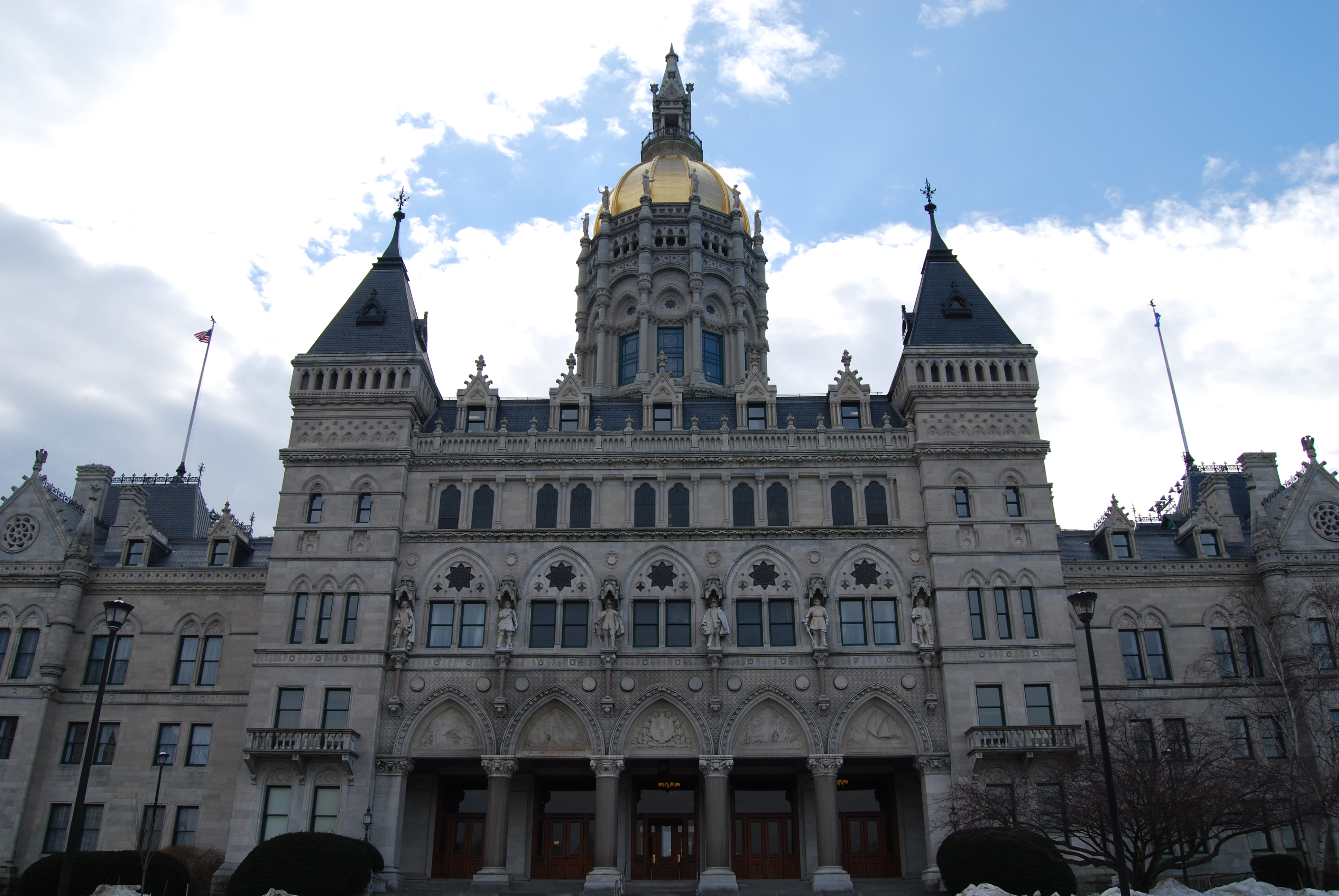
コネチカット州会議事堂

コネチカット州会議事堂（コネチカットしゅうかいぎじどう、Connecticut State Capitol）は、アメリカ合衆国コネチカット州の州都ハートフォードに立地する同州議会の議事堂。コネチカット州議会の上下両院の本会議場のほか、州知事室、州副知事室、州務長官室などが置かれている。
このゴシック様式の庁舎はイングランドの建築家リチャード・M・アップジョンの設計によるもので、1871年に建設が始められ、7年の歳月と250万ドル（当時）の費用を費やして完成し、1879年1月から旧州会議事堂に代わって、州会議事堂として使用されるようになった。この庁舎は1970年に国家歴史登録財、および国定歴史建造物に指定された。
庁舎の外観には州内のイーストカナーン産の大理石、およびロードアイランド州ウェスタリー産の御影石が用いられている。庁舎を上から見るとほぼ長方形をしており、南側に別館が建てられている。庁舎への入口は東西両側に設けられている。東側の入口は数点の州の政治・社会史上重要な人物の像、胸像、および彫刻で装飾されているのに対し、西側の入口は像のみである。また、壁画には州の歴史上重要な場面が描かれている（ただし、北側のドアの壁画には州章が描かれている）。庁舎の高さは78.3mで、一番上には金箔の貼られたドームが被せられている。ドームの周囲には農業、商業、教育、音楽、科学、軍事を象徴する12体の像が立て並べられている。庁舎の内装には、州内で産出された白い大理石、および赤いスレートのほか、イタリア産の色付き大理石が用いられている。